# C. Douglas Dillon
Clarence Douglas Dillon, nato Clarence Douglass Dillon (Ginevra, 21 agosto 1909 – New York, 10 gennaio 2003), è stato un ambasciatore e politico statunitense.
Fu ambasciatore degli Stati Uniti d'America in Francia dal 1953 al 1957 e il 57º Segretario al tesoro degli Stati Uniti d'America durante la presidenza di John Fitzgerald Kennedy. Fu inoltre membro del Comitato Esecutivo del Consiglio per la Sicurezza Nazionale durante la crisi dei missili di Cuba. Era figlio del finanziere Clarence Dillon e di Anne McEldin (Douglass).
Il nonno paterno, Samuel Lapowski, era un povero ebreo emigrato dalla Polonia negli Stati Uniti, che si era stabilito nel Texas dopo la guerra di secessione americana ed aveva sposato una statunitense di origine svedese. Il padre di Dillon aveva cambiato il proprio cognome Lapowski in Dillon, il cognome da nubile della madre. La mamma di Dillon discendeva dai Grahams Lairds di Tamrawer Castle a Kilsyth, Stirling, Scozia.

## Biografia
Dillon crebbe in una famiglia patrizia, nonostante la condizione sociale del nonno paterno. La sua educazione ebbe inizio alla Pine Lodge School di Lakehurst, nel New Jersey, ove fu compagno di scuola dei tre fratelli Rockefeller Nelson, Laurance e John. Proseguì gli studi alla Groton School nel Massachusetts e quindi all'Università di Harvard, ove ottenne nel 1931 il baccalaureato magna cum laude in Storia e letteratura americana.
Nel 1938 divenne vicepresidente del Consiglio di amministrazione della Dillon, Read & Co., un'azienda che portava il nome del padre (Clarence Dillon). Dopo aver prestato servizio, durante la seconda guerra mondiale, nella Marina degli Stati Uniti a Guam, a Saipan e nelle Filippine, raggiungendo il grado di Lieutenant Commander e avendo ricevuto le decorazioni della Legion of Merit e Air Medal, tornò alla vita civile e nel 1946 divenne Presidente del Consiglio di amministrazione della Dillon, Read & Co. ed entro il 1952 egli aveva raddoppiato gli investimenti della ditta.
Dillon svolse attività politica per il Partito Repubblicano fin dal 1934. Lavorò per John Foster Dulles nella campagna elettorale presidenziale del 1948 in favore di Thomas E. Dewey; nel 1951 organizzò nel New Jersey la campagna nelle elezioni primarie del Partito Repubblicano del 1952 in favore di Dwight Eisenhower e fu anche il maggior contributore alla successiva campagna elettorale alle presidenziali del 1952 in favore di Eisenhower.
Questi, eletto Presidente lo nominò, nel 1953, ambasciatore in Francia. Terminato questo incarico, divenne Sottosegretario di Stato per l'economia, il commercio e l'agricoltura nel 1958, prima di diventare, l'anno seguente, Sottosegretario di Stato
Nel 1961, John F. Kennedy, ancorché democratico, nominò il repubblicano Dillon Segretario al tesoro. Dillon mantenne tale incarico anche nella prima presidenza di Lyndon B. Johnson, fino al 1965.
Egli propose il quinto round di negoziati sulle tariffe doganali nell'ambito del GATT, tenutosi a Ginevra tra il 1960 e il 1962, che venne chiamato Dillon Round e portò ad una cospicua riduzione delle tariffe.
Dillon giocò un ruolo importante nell'assicurare al Presidente i poteri per negoziare reciproche riduzioni di tariffe doganali, con il Trade Expansion Act del 1962. Ebbe anche un ruolo importante nel perfezionamento del Revenue Act del 1962, che stabiliva un 7% di detrazione fiscale per stimolare la crescita industriale. Egli curò la revisione delle regole di ammortamento a favore degli investimenti delle compagnie.
Intimo amico di John D. Rockefeller III, fu presidente della Fondazione Rockefeller dal 1972 al 1975. Egli prestò servizio nel 1973, a fianco di Rockefeller, nella Commissione sulla filantropia privata e sulle pubbliche esigenze e sotto Nelson Rockefeller nella Commissione presidenziale sulle attività della CIA sul suolo statunitense. Era stato anche Presidente del Consiglio d'Oltremare dell'Università di Harvard, presidente della Brookings Institution e vicepresidente del Consiglio sulle relazioni estere.
Con la sua prima moglie Dillon collezionò opere d'impressionisti. Fu a lungo fiduciario del Metropolitan Museum, di cui fu presidente dal 1970 al 1977 e successivamente consigliere. Egli ne formò le gallerie di arte cinese e fu membro del Comitato per il suo centenario. Donò personalmente 20 milioni di dollari al museo e guidò una campagna di raccolta fondi che rese altri 100 milioni.
Nel 1989 ricevette la Medaglia presidenziale della libertà e fu anche membro della Society of Colonial Wars.
Dillon morì per cause naturali all'Ospedale presbiteriano di New York all'età di 93 anni.

## Vita privata
Il 10 marzo 1931, Dillon sposò a Boston la sua prima moglie, Phyllis Chess Ellsworth (1910 – 1982), figlia di John Chess Ellsworth e di Alice Frances Chalifoux, dalla quale ebbe due figli:
- Phyllis Ellsworth Dillon Collins
- Joan Douglas Dillon (31 gennaio 1935 - ) che sposò in prime nozze il 1º agosto 1953 James Brady Moseley (1931 – 1988), ma la coppia, che nel 1954 aveva avuto un figlio, Joan Dillon Moseley, divorziò due anni dopo e il matrimonio venne anche annullato a Roma nel 1963; nel 1967 Joan si risposò con il principe Carlo di Lussemburgo, al quale diede due figli:
  - la principessa Carlotta (15 settembre 1967 - )
  - il principe Roberto (14 agosto 1968 - )

Rimasta vedova di Carlo, Joan si sposò, per la terza volta, con il duca Philippe-François-Armand-Marie de Noailles, duca de Mouchy
Nel 1983, Dillon, vedovo di Phyllis Chess Ellsworth, si risposò con Susan Sage.